# Marc Girardelli
Marc Girardelli (ur. 18 lipca 1963 w Lustenau) – austriacki narciarz alpejski reprezentujący także Luksemburg, dwukrotny wicemistrz olimpijski, wielokrotny medalista mistrzostw świata i pięciokrotny zdobywca Pucharu Świata. Wygrywał zawody Pucharu Świata we wszystkich pięciu konkurencjach: biegu zjazdowym, supergigancie, slalomie, slalomie gigancie oraz kombinacji.  Jeden z najbardziej wszechstronnych i utytułowanych zawodników w historii dyscypliny.

## Kariera
Naukę jazdy na nartach rozpoczął w wieku 5 lat, trzy lata później zdobył mistrzostwo Vorarlbergu w slalomie, a w wieku 12 lat zdobył swój pierwszy młodzieżowy tytuł. Jego pierwszym i jedynym trenerem był jego ojciec, Helmut Girardelli. Już wtedy był skłócony z działaczami Austriackiego Związku Narciarskiego (ÖSV), gdyż pozostali juniorzy uczęszczali do gimnazjum sportowego, a on trenował z ojcem. Postawiono mu ultimatum: albo przeniesie się do specjalnej szkoły dla młodych talentów, albo nie zostanie powołany do kadry. Podczas zawodów w Szwajcarii jego ojciec spotkał przedstawiciela Narciarskiego Związku Luksemburga i spytał o możliwość startów syna w ich reprezentacji. Odpowiedź była pozytywna i w wieku lat trzynastu Marc Girardelli otrzymał luksemburską licencję. Dopóki nie zaczął zarabiać na kontraktach sponsorskich karierę finansowali wyłącznie rodzice. Nie otrzymywał też pomocy od związku lub klubu. W 1977 roku Marc, jako czternastolatek zwyciężył w zawodach Trofeo Topolino, w których startują dzieci poniżej 16 roku życia. Jeszcze w sezonie 1977/1978 wziął udział w swoich pierwszych zawodach Pucharu Świata.
Pierwsze punkty w zawodach pucharowych wywalczył 26 lutego 1980 roku w Waterville Valley, gdzie był trzynasty w gigancie. Były to jego jedyne punkty w sezonie 1979/1980, który ukończył na 84. pozycji. W kolejnym sezonie punktował już siedmiokrotnie, w tym 25 stycznia 1981 roku w Wengen po raz pierwszy stanął na podium zawodów PŚ, zajmując drugie miejsce w slalomie. W zawodach tych rozdzielił Bojana Križaja z Jugosławii i Ingemara Stenmarka ze Szwecji. Było to pierwsze w historii podium wywalczone przez alpejczyka reprezentującego Luksemburg. Poza tym jeszcze dwa razy znalazł się w najlepszej dziesiątce, dzięki czemu w klasyfikacji generalnej zajął 26. miejsce. Przełom w jego karierze nastąpił rok później, kiedy Girardelli aż dwanaście razy plasował się w czołowej dziesiątce, w tym czterokrotnie stając na podium: 9 stycznia w Morzine, 9 lutego w Kirchbergu i 19 marca w Kranjskiej Gorze był trzeci w gigancie, a 24 marca 1982 roku w San Sicario zajął drugie miejsce w tej konkurencji. W klasyfikacji generalnej był szósty, a w klasyfikacji giganta zajął trzecie miejsce, ulegając tylko Philowi Mahre z USA i Ingemarowi Stenmarkowi.
Nie wystąpił jednak na rozgrywanych w lutym 1982 roku mistrzostwach świata w Schladming, bowiem startując w barwach Luksemburga wciąż posiadał austriackie obywatelstwo. Z tego samego powodu nie uczestniczył również w rozgrywanych dwa lata później igrzyskach olimpijskich w Sarajewie. W międzyczasie osiągał sukcesy w Pucharze Świata. W drugiej połowie sezonu 1982/1983, 27 lutego 1983 roku w Gällivare odniósł swoje pierwsze zwycięstwo, wygrywając slalom. Pokonał wtedy Stenmarka oraz jego rodaka, Stiga Stranda. Ponadto jeszcze trzy razy znalazł się w najlepszej trójce, dwa razy w kombinacji i raz w gigancie, lecz nie wygrywał. Nie startował w końcówce sezonu po tym, jako podczas zjazdu w Lake Louise doznał kontuzji, zrywając więzadła w lewym kolanie. Ostatecznie był czwarty w klasyfikacji generalnej, siódmy w gigancie, szósty w slalomie, a w klasyfikacji kombinacji zajął trzecie miejsce. Doszedł do zdrowia po kontuzji i przygotował się do startów w sezonie 1983/1984. Rywalizację zaczął od slalomu 22 grudnia w Kranjskiej Gorze, którego jednak nie ukończył. Następnie zajął dopiero 58. miejsce w zjeździe w Val d’Isère. W kolejnych startach osiągał coraz lepsze wyniki, ostatecznie dziesięć razy stając na podium. Odniósł przy tym pięć zwycięstw: 16 stycznia w Parpan, 22 stycznia w Kitzbühel, 2 lutego w Borowcu, 18 marca w Åre i sześć dni później w Oslo był najlepszy w slalomie. Wyniki te dały mu trzecie miejsce w klasyfikacji generalnej, za Szwajcarem Pirminem Zurbriggenem i Stenmarkiem. Był też piąty w kombinacji, czwarty w zjeździe, a w klasyfikacji slalomu zdobył pierwszą w karierze Małą Kryształową Kulę.
Najlepsze wyniki osiągał w sezonie 1984/1985. Czternaście razy stawał na podium, w tym aż jedenaście razy zwyciężał: 2 grudnia w Sestriere, 4 stycznia w Bad Wiessee, 13 stycznia w Kitzbühel, 21 stycznia w Wengen, 16 lutego w Kranjskiej Gorze, 20 marca w Park City i 23 marca 1985 roku w Heavenly Valley był najlepszy w slalomie, 11 grudnia w Sestriere i 10 marca w Aspen wygrywał giganta, a 17 grudnia w Madonna di Campiglio i 27 stycznia w Garmisch-Partenkirchen był pierwszy w supergigancie. W efekcie zwyciężył w klasyfikacji generalnej, zdobywając Kryształową Kulę. Najlepszy był również w klasyfikacjach slalomu i giganta, a w klasyfikacji zjazdu był siedemnasty. Wtedy też wystąpił na swojej pierwszej dużej, międzynarodowej imprezie, mistrzostwach świata w Bormio. Najpierw wystąpił w gigancie, w którym był trzeci za Markusem Wasmeierem z RFN i Pirminem Zurbriggenem. Był to pierwszy w historii medal dla Luksemburga w narciarstwie alpejskim. Trzy dni później Girardelli zajął drugie miejsce w slalomie, rozdzielając na podium Szweda Jonasa Nilssona i Austriaka Roberta Zollera. Do zwycięstwa w tych zawodach zabrakło mu zaledwie 0,06 sekundy. Drugą z rzędu Kryształową Kulę wywalczył w sezonie 1985/1986. Tym razem na podium stanął osiem razy, wygrywając trzykrotnie: 15 grudnia w Alta Badia i 7 lutego w Sankt Anton był najlepszy w kombinacji, a 5 lutego 1986 roku w Crans-Montana zwyciężył w supergigancie. W klasyfikacji giganta był piąty, zjazdu czwarty, w supergigancie był trzeci, a w klasyfikacji kombinacji zajął drugie miejsce za Zurbriggenem.
Mistrzostwa świata w Crans-Montana w 1987 roku okazały się najbardziej udaną imprezą w jego karierze. W swoim pierwszym starcie, biegu zjazdowym zajął siódme miejsce. Dzień później zwyciężył w kombinacji, uzyskując najlepszy czas zjazdu i siódmy w slalomie. Następnie zajął drugie miejsce w gigancie i supergigancie, w obu przypadkach przegrywając tylko z Zurbriggenem. Bliżej zwycięstwa był w gigancie, w którym do zwycięzcy stracił tylko 0,07 sekundy. Wystąpił tam także w slalomie, który ukończył na czwartej pozycji. Walkę o podium przegrał z Arminem Bittnerem o 0,08 sekundy. W zawodach pucharowych sześć razy stanął na podium, zwyciężając w supergigancie 1 marca w Furano i 15 marca w Calgary oraz w gigancie 22 marca 1987 roku w Sarajewie. W klasyfikacji generalnej oraz klasyfikacji supergiganta był drugi, ulegając tylko Zurbriggenowi. Rok później osiągał nieco słabsze wyniki, nie odnosząc żadnego zwycięstwa. Na podium plasował się sześciokrotnie, trzy razy w zjeździe, dwa razy w supergigancie oraz jeden raz w gigancie. Ostatecznie był między innymi piąty w klasyfikacji generalnej, siódmy w zjeździe oraz czwarty w klasyfikacji supergiganta. W lutym 1988 roku wystartował na igrzyskach olimpijskich w Calgary, jednak nie zdobył medalu. Był tam jedynym członkiem reprezentacji Luksemburga. Jego najlepszym wynikiem było tam dziewiąte miejsce w biegu zjazdowym.
Kolejne sukcesy osiągnął na mistrzostwach świata w Vail w 1989 roku, gdzie zdobył dwa medale. Już w swoim pierwszym starcie, kombinacji, zdobył złoty medal. Uzyskał drugi czas w zjeździe i trzeci w slalomie, co wystarczyło do zwycięstwa z przewagą 11,5 pkt nad Szwajcarem Paulem Accolą i ponad 26 pkt nad Austriakiem Güntherem Maderem. Następnie był czternasty w supergigancie i czwarty w gigancie, w którym walkę o podium przegrał z Zurbriggenem. Mistrzostwa te zakończył zdobywając brązowy medal w slalomie, o 0,80 sekundy za Rudolfem Nierlichem i o 0,36 sekundy za Arminem Bittnerem. W Pucharze Świata trzynaście razy stawał na podium, przy czym dziewięciokrotnie zwyciężał: w slalomie 6 grudnia w Sestriere i 17 grudnia w Kranjskiej Gorze, zjeździe 13 stycznia w Kitzbühel oraz 20 i 21 stycznia w Wengen, kombinacji 15 stycznia w Kitzbühel i tydzień później w Wengen, gigancie 17 stycznia w Adelboden oraz supergigancie 26 lutego 1989 roku w Whistler. Ostatecznie w sezonie 1988/1989 był najlepszy w klasyfikacji generalnej oraz klasyfikacjach zjazdu i giganta, wśród slalomistów był trzeci a w supergigancie zajął piąte miejsce. Na początku sezonu 1989/1990 w pięciu startach dwukrotnie stawał na podium, zajmując trzecie miejsce w slalomach Waterville Valley i Mont-Sainte-Anne. Jednak 12 grudnia 1989 roku w Sestriere odniósł kolejną poważną kontuzję, kiedy przy prędkości 90 km/h wypadł z trasy supergiganta, przebił dwa rzędy siatek i zatrzymał się na niepokrytymi śniegiem kamieniach. Girardelli uszkodził kręgosłup i groził mu paraliż prawej strony ciała. Pozwał Międzynarodową Federację Narciarską (FIS) o odszkodowanie i wygrał, stracił jednak resztę sezonu. Ostatecznie został sklasyfikowany na 25. pozycji.
Do rywalizacji powrócił w sezonie 1990/1991. Już w czwartym starcie cyklu, 16 grudnia 1990 roku w Alta Badia, zajął trzecie miejsce w slalomie. W kolejnych startach na podium plasował się ośmiokrotnie, odnosząc trzy zwycięstwa: 13 stycznia w Kitzbühel w slalomie i kombinacji oraz dwa dni później w Adelboden, gdzie był najlepszy w gigancie. Równe starty i wiele miejsc w najlepszej dziesiątce dały mu czwartą w karierze Kryształową Kulę za zwycięstwo w klasyfikacji generalnej. Był również najlepszy w klasyfikacjach slalomu i kombinacji, a w gigancie zajął trzecie miejsce za Włochem Alberto Tombą i Rudolfem Nierlichem. Na przełomie stycznia i lutego 1991 roku startował na mistrzostwach świata w Saalbach-Hinterglemm, zdobywając złoty medal w slalomie. W zawodach tych wyprzedził Austriaka Thomasa Stangassingera oraz Ole Kristiana Furusetha z Norwegii. W pozostałych startach plasował się poza podium, najlepszy wynik uzyskując w gigancie, który ukończył na piątej pozycji. Do brązowego medalisty, Szweda Johana Wallnera stracił 0,99 sekundy.
Na igrzyska olimpijskie w Albertville w 1992 roku pojechał jako jeden z faworytów. Rywalizację zaczął od zjazdu, którego jednak nie ukończył. W kombinacji, w której był już dwukrotnym mistrzem świata oraz zdobył dwie Małe Kryształowe Kule, także nie dotarł do mety, wypadając z trasy zjazdu. Następnie wystąpił w supergigancie, zajmując drugie miejsce, 0,73 sekundy za Norwegiem Kjetilem André Aamodtem, a o 0,06 sekundy przed jego rodakiem Janem Einarem Thorsenem. Był to pierwszy w historii medal zimowych igrzysk olimpijskich dla Luksemburga oraz pierwszy medal olimpijski w narciarstwie alpejskim dla tego kraju. Był to także pierwszy od 40 lat medal olimpijski wywalczony przez luksemburskiego sportowca, od czasu gdy na letnich igrzyskach olimpijskich w Helsinkach w 1952 roku Josy Barthel zwyciężył w biegu na 1500 m. Wynik ten powtórzył dwa dni później kiedy w gigancie rozdzielił na podium Alberto Tombę i Kjetila André Aamodta. W zawodach tych do zwycięzcy stracił 0,32 sekundy. Wystartował także w slalomie, jednak już w pierwszym przejeździe ominął jedną bramkę i został zdyskwalifikowany. W zawodach pucharowych osiągał nieco słabsze wyniki niż rok wcześniej. Wielokrotnie plasował się w czołowej dziesiątce, jednak na podium stanął tylko cztery razy, odnosząc jedno zwycięstwo: 8 grudnia 1991 roku w Val d’Isère wygrał supergiganta. W klasyfikacji generalnej sezonu 1991/1992 był trzeci za Paulem Accolą i Alberto Tombą. Był też między innymi drugi w supergigancie oraz siódmy w klasyfikacji giganta.
Piątą i ostatnią w karierze Kryształową Kulę wywalczył w sezonie 1992/1993. Na podium stawał tylko czterokrotnie, trzy razy zwyciężając: 13 grudnia w Alta Badia i tydzień później w Kranjskiej Gorze był najlepszy w slalomie gigancie, a 12 stycznia 1993 roku w Sankt Anton wygrał supergiganta. Ostatecznie drugiego w klasyfikacji generalnej Kjetila André Aamodta (6 zwycięstw w sezonie) wyprzedził o zaledwie 32 punkty. W sezonie tym zdobył też trzecią w karierze Małą Kryształową Kulę w klasyfikacji kombinacji, był trzeci w gigancie, piąty w supergigancie i szósty w zjeździe. W lutym 1993 roku wystąpił na mistrzostwach świata w Morioce, jednak zrezygnował ze startów w konkurencjach szybkościowych. Zaczął od zdobycia brązowego medalu w kombinacji, uzyskując jedenasty czas zjazdu i szósty w slalomie. Na podium wyprzedzili go dwaj Norwegowie: Lasse Kjus, który był lepszy o 2,05 pkt i Kjetil André Aamodt, który wyprzedził go o zaledwie 0,18 pkt. Następnie zajął osiemnaste miejsce w gigancie, jednak trzy dni później wywalczył srebrny medal w slalomie. Uplasował się tam tylko 0,04 sekundy za Aamodtem i o 0,07 sekundy przed Stangassingerem. Na rozgrywanych rok później igrzyskach olimpijskich w Lillehammer wystartował we wszystkich konkurencjach, lecz nie zdobył żadnego medalu. Najlepszy wynik osiągnął w supergigancie, który ukończył na czwartej pozycji. Walkę o medal przegrał tam z Aamodtem o 0,14 sekundy. Był też między innymi siódmy w zjeździe oraz dziewiąty w kombinacji. W Pucharze Świata na podium stawał siedmiokrotnie, przy czym 23 stycznia 1994 roku w wygrał supergiganta w Wengen. Sezon 1993/1994 ukończy na drugim miejscu za Aamodtem, w klasyfikacji zjazdu zdobył Małą Kryształową Kulę, a w klasyfikacji supergiganta był drugi za Thorsenem.
Kolejne zwycięstwo odniósł 15 stycznia 1995 roku w Kitzbühel, gdzie był najlepszy w kombinacji. W tej samej konkurencji wygrał także tydzień później w Wengen, a 8 stycznia w Garmisch-Partenkirchen był drugi w slalomie. Nie stawał więcej na podium, jednak dziesięciokrotnie plasował się w najlepszej dziesiątce. Dało mu to czwarte miejsce w klasyfikacji generalnej sezonu 1994/1995, zwycięstwo w klasyfikacji kombinacji i dziewiąte miejsce w slalomie. Ostatnie podium w karierze wywalczył 21 stycznia 1996 roku w Veysonnaz, gdzie był najlepszy w kombinacji. Było to także jego jedyne podium w sezonie 1995/1996, który ukończył na 22. pozycji. Był też między innymi drugi w klasyfikacji kombinacji, za Güntherem Maderem, a przed Włochem Alessandro Fattorim. W lutym 1996 roku brał udział w mistrzostwach świata w Sierra Nevada, gdzie zdobył ostatni w karierze medal. W kombinacji wywalczył po raz trzeci złoty medal, osiągając czwarty czas zjazdu i drugi wynik w slalomie. Łączny czas dał mu zwycięstwo, o 0,25 sekundy przed Lasse Kjusem i o 0,98 sekundy przed Güntherem Maderem. Na tych samych mistrzostwach był też osiemnasty w supergigancie i zjeździe, giganta nie ukończył, a w slalomie nie wystartował.
Startował także w sezonie 1996/1997, jednak zajmował odległe pozycje. Punktował tylko trzy razy, najlepszy wynik osiągając 27 października 1996 roku w Sölden, gdzie zajął 25. miejsce w gigancie. W drugiej połowie sezonu już nie startował po tym, jak 21 grudnia w Val Gardena odniósł kontuzję kolana. Uraz był na tyle poważny, iż Girardelli mógł do końca życia poruszać się o kulach. W lutym 1997 roku zdecydował się zakończyć karierę.
Po zakończeniu kariery otworzył hotel w Dornbirn, który jednak spłonął w 2001 roku. Zainicjował także budowę krytego stoku narciarskiego w Bottrop, którego był dyrektorem do 2004 roku, kiedy sprzedał swoje udziały. W tym samym roku wypuścił pierwszą kolekcję ubrań sportowych dla dzieci. Ponadto zatrudniony jest jako konsultant kadry niemieckiej i Bułgarskiego Związku Narciarskiego. Prowadzi także kampanię promocyjną ośrodka narciarskiego w bułgarskim Bansku, oraz jest konsultantem firm Head oraz Roxa, produkujących sprzęt narciarski.

## Osiągnięcia

### Igrzyska olimpijskie
| Miejsce | Dzień     | Rok  | Miejscowość | Konkurencja | Czas biegu | Strata | Zwycięzca            |
| ------- | --------- | ---- | ----------- | ----------- | ---------- | ------ | -------------------- |
| 9.      | 15 lutego | 1988 | Calgary     | Zjazd       | 1:59,63    | +2,96  | Pirmin Zurbriggen    |
| DNF     | 21 lutego | 1988 | Calgary     | Supergigant | 1:39,66    | -      | Franck Piccard       |
| 20.     | 25 lutego | 1988 | Calgary     | Gigant      | 2:06,37    | +5,42  | Alberto Tomba        |
| DNF     | 9 lutego  | 1992 | Albertville | Zjazd       | 1:50,37    | -      | Patrick Ortlieb      |
| DNF     | 11 lutego | 1992 | Albertville | Kombinacja  | 14,58 pkt  | -      | Josef Polig          |
| 2.      | 16 lutego | 1992 | Albertville | Supergigant | 1:13,04    | +0,73  | Kjetil André Aamodt  |
| 2.      | 18 lutego | 1992 | Albertville | Gigant      | 2:06,98    | +0,32  | Alberto Tomba        |
| DNF     | 22 lutego | 1992 | Albertville | Slalom      | 1:44,39    | –      | Finn Christian Jagge |
| 5.      | 13 lutego | 1994 | Lillehammer | Zjazd       | 1:45,75    | +0,34  | Tommy Moe            |
| 9.      | 15 lutego | 1994 | Lillehammer | Kombinacja  | 3:17,53    | +2,94  | Lasse Kjus           |
| 4.      | 17 lutego | 1994 | Lillehammer | Supergigant | 1:32,53    | +0,54  | Markus Wasmeier      |
| DNF     | 23 lutego | 1994 | Lillehammer | Gigant      | 2:52,46    | -      | Markus Wasmeier      |
| DSQ     | 27 lutego | 1994 | Lillehammer | Slalom      | 2:02,02    | -      | Thomas Stangassinger |

### Mistrzostwa świata
| Miejsce | Dzień       | Rok  | Miejscowość   | Konkurencja | Czas biegu | Strata    | Zwycięzca           |
| ------- | ----------- | ---- | ------------- | ----------- | ---------- | --------- | ------------------- |
| 3.      | 7 lutego    | 1985 | Bormio        | Gigant      | 2:28,90    | +0,32     | Markus Wasmeier     |
| 2.      | 10 lutego   | 1985 | Bormio        | Slalom      | 1:38,82    | +0,06     | Jonas Nilsson       |
| 7.      | 31 stycznia | 1987 | Crans-Montana | Zjazd       | 2:07,80    | +1,31     | Peter Müller        |
| 1.      | 1 lutego    | 1987 | Crans-Montana | Kombinacja  | 28,27 pkt  | -         | -                   |
| 2.      | 2 lutego    | 1987 | Crans-Montana | Supergigant | 1:19,93    | +0,87     | Pirmin Zurbriggen   |
| 2.      | 4 lutego    | 1987 | Crans-Montana | Gigant      | 2:32,38    | +0,07     | Pirmin Zurbriggen   |
| 4.      | 8 lutego    | 1987 | Crans-Montana | Slalom      | 1:54,63    | +0,48     | Frank Wörndl        |
| 1.      | 3 lutego    | 1989 | Vail          | Kombinacja  | 4,72 pkt   | -         | -                   |
| 21.     | 6 lutego    | 1989 | Vail          | Zjazd       | 2:10,39    | +2,38     | Hansjörg Tauscher   |
| 14.     | 8 lutego    | 1989 | Vail          | Supergigant | 1:38,81    | +1,60     | Martin Hangl        |
| 4.      | 9 lutego    | 1989 | Vail          | Gigant      | 2:37,66    | +1,91     | Rudolf Nierlich     |
| 3.      | 12 lutego   | 1989 | Vail          | Slalom      | 2:02,85    | +0,80     | Rudolf Nierlich     |
| 1.      | 22 stycznia | 1991 | Saalbach      | Slalom      | 1:55,38    | -         | -                   |
| 16.     | 23 stycznia | 1991 | Saalbach      | Supergigant | 1:26,73    | +3,22     | Stephan Eberharter  |
| 9.      | 27 stycznia | 1991 | Saalbach      | Zjazd       | 1:54,91    | +1,55     | Franz Heinzer       |
| DSQ     | 30 stycznia | 1991 | Saalbach      | Kombinacja  | 16,28 pkt  | -         | Stephan Eberharter  |
| 5.      | 3 lutego    | 1991 | Saalbach      | Gigant      | 2:29,94    | +1,78     | Rudolf Nierlich     |
| 3.      | 8 lutego    | 1993 | Morioka       | Kombinacja  | 34,22 pkt  | +2,05 pkt | Lasse Kjus          |
| 18.     | 10 lutego   | 1993 | Morioka       | Gigant      | 2:15,36    | +2,83     | Kjetil André Aamodt |
| 2.      | 13 lutego   | 1993 | Morioka       | Slalom      | 1:40,33    | +0,04     | Kjetil André Aamodt |
| 18.     | 13 lutego   | 1996 | Sierra Nevada | Supergigant | 1:21,80    | +1,40     | Atle Skårdal        |
| 18.     | 17 lutego   | 1996 | Sierra Nevada | Zjazd       | 2:00,17    | +1,40     | Patrick Ortlieb     |
| 1.      | 21 lutego   | 1996 | Sierra Nevada | Kombinacja  | 3:31,95    | -         | -                   |
| DNF1    | 23 lutego   | 1996 | Sierra Nevada | Gigant      | 1:58,63    | -         | Alberto Tomba       |
| DNS1    | 25 lutego   | 1996 | Sierra Nevada | Slalom      | 1:42,26    | -         | Alberto Tomba       |

### Puchar Świata

#### Miejsca w klasyfikacji generalnej
- sezon 1979/1980: 84.
- sezon 1980/1981: 26.
- sezon 1981/1982: 6.
- sezon 1982/1983: 4.
- sezon 1983/1984: 3.
- sezon 1984/1985: 1.
- sezon 1985/1986: 1.
- sezon 1986/1987: 2.
- sezon 1987/1988: 5.
- sezon 1988/1989: 1.
- sezon 1989/1990: 25.
- sezon 1990/1991: 1.
- sezon 1991/1992: 3.
- sezon 1992/1993: 1.
- sezon 1993/1994: 2.
- sezon 1994/1995: 4.
- sezon 1995/1996: 2.
- sezon 1996/1997: 115.

#### Zwycięstwa w zawodach Pucharu Świata
1. Gällivare – 27 lutego 1983 (slalom)
2. Parpan – 16 stycznia 1984 (slalom)
3. Kitzbühel – 22 stycznia 1984 (slalom)
4. Borowec – 2 lutego 1984 (slalom)
5. Åre – 18 marca 1984 (slalom)
6. Oslo – 24 marca 1984 (slalom)
7. Sestriere – 2 grudnia 1984 (slalom)
8. Sestriere – 11 grudnia 1984 (gigant)
9. Madonna di Campiglio – 17 grudnia 1984 (supergigant)
10. Bad Wiessee – 4 stycznia 1985 (slalom)
11. Kitzbühel – 13 stycznia 1985 (slalom)
12. Wengen – 21 stycznia 1985 (slalom)
13. Garmisch-Partenkirchen – 27 stycznia 1985 (supergigant)
14. Kranjska Gora – 16 lutego 1985 (slalom)
15. Aspen – 10 marca 1985 (gigant)
16. Park City – 20 marca 1985 (slalom)
17. Heavenly Valley – 23 marca 1985 (slalom)
18. Alta Badia – 15 grudnia 1985 (kombinacja)
19. Crans-Montana – 5 lutego 1986 (supergigant)
20. Sankt Anton – 7 lutego 1986 (kombinacja)
21. Furano – 1 marca 1987 (supergigant)
22. Calgary – 15 marca 1987 (supergigant)
23. Sarajewo – 22 marca 1987 (gigant)
24. Sestriere – 6 grudnia 1988 (slalom)
25. Kranjska Gora – 17 grudnia 1988 (slalom)
26. Kitzbühel – 13 stycznia 1989 (zjazd)
27. Kitzbühel – 15 stycznia 1989 (kombinacja)
28. Adelboden – 17 stycznia 1989 (gigant)
29. Wengen – 20 stycznia 1989 (zjazd)
30. Wengen – 21 stycznia 1989 (zjazd)
31. Wengen – 22 stycznia 1989 (kombinacja)
32. Whistler – 26 lutego 1989 (supergigant)
33. Kitzbühel – 13 stycznia 1991 (slalom)
34. Kitzbühel – 13 stycznia 1991 (kombinacja)
35. Adelboden – 15 stycznia 1991 (gigant)
36. Val d’Isère – 8 grudnia 1991 (supergigant)
37. Alta Badia – 13 grudnia 1992 (gigant)
38. Kranjska Gora – 20 grudnia 1992 (gigant)
39. Garmisch-Partenkirchen – 10 stycznia 1993 (kombinacja)
40. Sankt Anton – 12 stycznia 1993 (supergigant)
41. Sankt Anton – 17 stycznia 1993 (kombinacja)
42. Veysonnaz – 24 stycznia 1993 (kombinacja)
43. Wengen – 23 stycznia 1994 (supergigant)
44. Kitzbühel – 15 stycznia 1995 (kombinacja)
45. Wengen – 22 stycznia 1995 (kombinacja)
46. Veysonnaz – 21 stycznia 1996 (kombinacja)

- 46 wygranych (16 slalomów, 9 supergigantów, 11 kombinacji, 7 gigantów i 3 zjazdy)

#### Pozostałe miejsca na podium
1. Wengen – 25 stycznia 1981 (slalom) – 2. miejsce
2. Morzine – 9 stycznia 1982 (gigant) – 3. miejsce
3. Kirchberg – 9 lutego 1982 (gigant) – 3. miejsce
4. Kranjska Gora – 19 marca 1982 (gigant) – 3. miejsce
5. San Sicario – 24 marca 1982 (gigant) – 2. miejsce
6. Kitzbühel – 23 stycznia 1983 (kombinacja) – 2. miejsce
7. Markstein – 11 lutego 1983 (kombinacja) – 3. miejsce
8. Aspen – 7 marca 1983 (gigant) – 2. miejsce
9. Parpan – 17 stycznia 1984 (slalom) – 2. miejsce
10. Kirchberg – 23 stycznia 1984 (gigant) – 2. miejsce
11. Borowec – 4 lutego 1984 (gigant) – 2. miejsce
12. Aspen – 5 marca 1984 (gigant) – 2. miejsce
13. Oppdal – 20 marca 1984 (supergigant) – 2. miejsce
14. Puy-Saint-Vincent – 7 grudnia 1984 (supergigant) – 2. miejsce
15. Schladming – 8 stycznia 1985 (gigant) – 2. miejsce
16. Kranjska Gora – 15 lutego 1985 (gigant) – 3. miejsce
17. Val d’Isère – 7 grudnia 1985 (zjazd) – 2. miejsce
18. Morzine – 9 lutego 1986 (supergigant) – 2. miejsce
19. Åre – 21 lutego 1986 (zjazd) – 3. miejsce
20. Åre – 22 lutego 1986 (zjazd) – 2. miejsce
21. Lillehammer – 25 lutego 1986 (slalom) – 3. miejsce
22. Val d’Isère – 6 grudnia 1986 (supergigant) – 3. miejsce
23. Adelboden – 13 stycznia 1987 (gigant) – 2. miejsce
24. Todtnau – 15 lutego 1987 (gigant) – 2. miejsce
25. Furano – 28 lutego 1987 (zjazd) – 2. miejsce
26. Val d’Isère – 9 stycznia 1988 (zjazd) – 3. miejsce
27. Beaver Creek – 11 marca 1988 (zjazd) – 3. miejsce
28. Beaver Creek – 12 marca 1988 (zjazd) – 3. miejsce
29. Beaver Creek – 13 marca 1988 (supergigant) – 3. miejsce
30. Saalbach-Hinterglemm – 24 marca 1988 (supergigant) – 3. miejsce
31. Saalbach-Hinterglemm – 25 marca 1988 (gigant) – 2. miejsce
32. Madonna di Campiglio – 11 grudnia 1988 (slalom) – 2. miejsce
33. Kitzbühel – 14 stycznia 1989 (zjazd) – 2. miejsce
34. Aspen – 17 lutego 1989 (zjazd) – 2. miejsce
35. Aspen – 19 lutego 1989 (gigant) – 2. miejsce
36. Waterville Valley – 29 listopada 1989 (slalom) – 3. miejsce
37. Mont-Sainte-Anne – 3 grudnia 1989 (slalom) – 3. miejsce
38. Alta Badia – 16 grudnia 1990 (gigant) – 3. miejsce
39. Madonna di Campiglio – 18 grudnia 1990 (slalom) – 3. miejsce
40. Kranjska Gora – 21 grudnia 1990 (gigant) – 3. miejsce
41. Garmisch-Partenkirchen – 6 stycznia 1991 (supergigant) – 3. miejsce
42. Oppdal – 26 lutego 1991 (slalom) – 3. miejsce
43. Aspen – 9 marca 1991 (gigant) – 3. miejsce
44. Kitzbühel – 19 stycznia 1992 (kombinacja) – 2. miejsce
45. Adelboden – 22 stycznia 1992 (gigant) – 3. miejsce
46. Panorama – 8 marca 1992 (supergigant) – 3. miejsce
47. Åre – 27 marca 1993 (gigant) – 3. miejsce
48. Val Gardena – 17 grudnia 1993 (zjazd) – 3. miejsce
49. Bormio – 29 grudnia 1993 (zjazd) – 2. miejsce
50. Kitzbühel – 15 stycznia 1994 (zjazd) – 2. miejsce
51. Wengen – 22 stycznia 1994 (zjazd) – 2. miejsce
52. Aspen – 4 marca 1994 (zjazd) – 3. miejsce
53. Whistler – 13 marca 1994 (supergigant) – 2. miejsce
54. Garmisch-Partenkirchen – 8 stycznia 1995 (slalom) – 2. miejsce